# Maria Aurora Spiegel

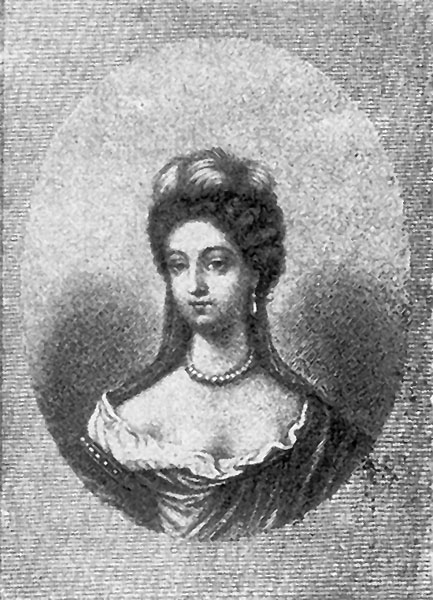
„Fatime. (Frau von Spiegel)“ – Kupferstich von Johann Lindner 1860

Maria Aurora Spiegel (geb. vor 1685; gest. nach 1725), genannt Fatima, nach eigener Angabe „geborne von Kahrimann“, gehörte zu den sogenannten Beutetürken, die während des Großen Türkenkrieges von Kriegern der christlichen Militärkoalition in den eroberten Gebieten des Osmanischen Reiches aufgegriffen und verschleppt wurden. Sie lebte zunächst als Pflegetochter bei der Gräfin Aurora von Königsmarck und gelangte mit dieser 1694 an den Hof des Kurfürsten Friedrich August I. von Sachsen (ab 1697 als August II. auch König von Polen-Litauen). Mindestens zwischen 1701 und 1706 unterhielt der Kurfürst-König mit ihr eine heimliche Affäre, während der sie zwei Kinder gebar, die August später als die seinigen anerkannte und in den Rang von Grafen erhob. Der Sohn Friedrich August Rutowski schlug eine Militärlaufbahn ein und avancierte bis zum Feldmarschall und Oberkommandierenden des sächsischen Heeres. Zu Beginn des 21. Jahrhunderts diente das außergewöhnliche Schicksal der Maria Aurora Spiegel als Vorlage für zwei historische Romane.

## Biographische Quellen
Der Lebenslauf der Maria Aurora verh. Spiegel ist nur bruchstückhaft durch zeitgenössische Dokumente belegbar, und auch diese wurden bislang nur auszugsweise bzw. im Rahmen anderer Themen erschlossen, so durch Friedrich August Freiherr ô Byrn (Kammerherr am sächsischen Hof) 1876, Graf Adam Lewenhaupt (Historiker, Archivar am schwedischen Reichsarchiv) 1898/99, Walter von Boetticher (Historiker) 1912 bis 1923 und Holger Schuckelt (wissenschaftlicher Mitarbeiter der Staatlichen Kunstsammlungen Dresden) 2014. Einige beiläufige Erwähnungen finden sich außerdem in dem von Friedrich Matthias Gottfried Cramer 1836 publizierten Briefwechsel der Gräfin Amalie Wilhelmine von Königsmarck mit ihrem Gatten Carl Gustav von Löwenhaupt und ihrer Schwester Aurora von Königsmarck.
Lange Zeit stützte sich die Überlieferung hauptsächlich auf den Tatsachenroman La Saxe galante (1734) des Hofmannes und Abenteurers Karl Ludwig von Pöllnitz bzw. die davon anonym angefertigten deutschen Übersetzungen unter dem Titel Das galante Sachsen, sowie auf die im Original ebenfalls französischsprachigen Memoiren des Georg Ludwig von Haxthausen (Sohn von Christian August von Haxthausen). Obwohl bereits im 19. Jhd. verschiedene Autoren Zweifel an der Glaubwürdigkeit vieler Passagen der Pöllnitzschen Erzählung äußerten, wurde sie weiterhin als Quelle benutzt, unter anderem von Theodor Fontane in den „Wanderungen durch die Mark Brandenburg“. Auch Haxthausens Manuskript wartet mit einer Fülle an nichtüberprüfbaren Details auf. Es ging allerdings nie in Druck und ist ausschließlich in Gestalt von Zitaten bei Eduard Vehse (1854) überliefert, das Original gilt als verschollen.

## Kompilierte Biographie

### Herkunft und Name
Laut Pöllnitz wurde „Fatima“ im Alter von etwa fünf bis sechs Jahren während der Eroberung der Stadt Ofen (September 1686) „zur Sclavin gemacht“, worauf sie der „Herr von Schöning“ (= Hans Adam von Schöning), „dem sie zu Theil ward“, nach Berlin mitnahm und dort taufen ließ. Dabei habe sie ihren türkischen Namen Fatima beibehalten. Der Name Maria Aurora kommt bei Pöllnitz nicht vor. Später habe das „Fräulein von Flemming“ (= Margareta Elisabeth von Flemming) sie zum Geschenk erhalten und, „als sie an den Palatin Brebentau [= Jan Jerzy Przebendowski] verheyrathet ward“, nach Polen mitgenommen. Im Umfeld der Familie Przebendowski sei Fatima dann dem König August II. begegnet.
Vehse (1854) stellt dies in Abrede und zitiert stattdessen Haxthausen: Der Graf Philipp von Königsmarck habe das Mädchen in Buda (= Ofen) aufgegriffen und seiner Schwester Aurora von Königsmarck geschenkt, die es aufzog und später als eine Art Kammerzofe mit sich führte, als sie an den sächsischen Hof nach Dresden ging. In keinem der von Vehse angeführten Zitate kommt der Name Fatima vor. Haxthausen bezeichnet sie durchweg als „La Spiegel“ und erwähnt nur einmal beiläufig, dass sie nach ihrer Patin, der Gräfin Königsmarck, Marie Aurore genannt worden sei.
Gegen Ende des 19. Jahrhunderts publizierte Adam Lewenhaupt Belege, die Haxthausens Angaben zumindest teilweise unterstützen, aus dem Taufbuch der Deutschen Kirche zu Stockholm. Dort findet sich mit Datum 7. November 1686 folgender Vermerk:
„Vier Türckische weibes persohnen, so in d. Neuheusslichen Eroberung durch hn Baron Eschen gefangen genommen und anhero gebracht worden, derer eine Roozia geheissen und einen türckischen Officirers zum Manne gehabt, der ihrem vermuthen nach im Sturme geblieben; die andere Eysia, so zwar von Christlichen Eltern, wie sie vorgiebt, gebohren, a. o. gewiss weiss, ob sie getaufft sey, zumahlen sie bey türckischer Herrschafft gedienet. Die dritte Fattime, die eines türckischen Priesters Ehefrau gewesen, welcher Ehemann aber vor der Eroberung auff dem Bette gestorben; die vierdte Emini, die auch an einem Türcke verheyrathet gewesen, welcher ebenfalse in der Belagerung umbkommen.“
Taufpaten der „Fattime“ waren lt. Lewenhaupt: der seinerzeit erst vierjährige Kronprinz von Schweden (später König Karl XII.), Reichsmarschall Graf Steenbock, Feldmarschall Graf Otto Wilhelm von Königsmarck, die Grafen Erik Steenbock, Philipp Königsmarck, Baron Alexander Erskin, Gräfin Beata Elisabeth De la Gardie geb. Königsmarck, Lisa De la Gardie geb. Oxenstierna, Marie Lillie geb. Steenbock, Hedvig Oxenstierna geb. De la Gardie, Görel Lewenhaupt geb. Sparre, Ebba Banér geb. Lewenhaupt sowie Fräulein Aurora Königsmarck.
Demnach fielen die besagten Türkinnen dem „Baron Eschen“, den Lewenhaupt als Alexander Erskin identifiziert (wahrscheinlich ein Sohn des bekannteren Alexander Erskein), nicht im September 1686 in Ofen, sondern bereits 1685 bei der Eroberung der Festung Neuhäusel (heute Nové Zámky in der Slowakei) in die Hände und waren wohl auch nicht mehr im Kleinkindalter. Getauft wurden sie auf die Namen Ulrica Beata, Hedewig Johanna, Scharlotta Maria und Maria Aurora. Dass der Taufname Maria Aurora im Taufbuch tatsächlich nicht Fattime, sondern Emini zugeordnet ist, erklärt Lewenhaupt als unbeachtlichen Eintragungsfehler, mit der Begründung: es sei bekannt, dass Frau von Spiegels ursprünglicher Name Fatima war, dass sie nach ihrer Patin Aurora von Königsmarck benannt wurde, und dass Letztere nur Patin einer einzigen Türkin war.

### Leben am sächsischen und polnischen Hof
In den Jahren 1694 bis 1701 stand Maria Aurora anscheinend im Dienst der Aurora von Königsmarck, befasste sich daneben aber auch mit einer „Angelegenheit“ bzw. einem „Unternehmen“ in eigener Sache. Um was es sich dabei handelte, geht aus den diesbezüglichen Bemerkungen in der Korrespondenz der Gräfin Amalie von Löwenhaupt geb. Königsmarck jedoch nicht hervor. Eine weitere knappe Erwähnung enthält die von Michael Ranft 1751 verfasste Biographie des Moritz von Sachsen, der ein illegitimer Sohn des Kurfürsten mit Aurora von Königsmarck war. Demnach ließ August den seinerzeit ungefähr dreijährigen Knaben „[...] im Jahr 1699 mit seiner Wartefrau in Gesellschaft der Türkin von seiner Mutter, die nachgehends den Accisrath Spiegel geheyrathet, nach Warschau kommen [...]“. Auch der Löwenhauptsche Briefwechsel lokalisiert Maria Aurora 1699 in Warschau. Im Mai oder Juni 1702 gebar sie einen Sohn, genannt Friedrich August, den der König zwei Jahrzehnte später als seinen „natürlichen“ Sohn anerkannte.
Im Laufe des Jahres 1703 kam es zwischen Maria Aurora und ihrer Patin zu einem Zerwürfnis, dessen Ursache nicht ersichtlich wird. Amalie von Löwenhaupt (die sich nach dem Tod ihres Gatten wieder Königsmarck nannte) antwortet auf einen Brief ihrer Schwester: „Das ist ja doch abscheulich, was Ihr mir von dem Beuchlingen schreibt. Das mögen wohl bassesse inutile heißen. Ich glaube, die undankbare Türkin wird auch noch einmal ihr Hofleben mit dem Königssteine verwechseln müssen. Sie hat es auch wohl verdient: das lüderliche Thier. Wir mögen wohl sagen, wir haben Schlangen im Busen erzogen.“
Geschadet hat der „Türkin“ diese Animosität offenbar nicht. Sie blieb am Hof und in der Gunst des Königs, auch noch neben dessen nächsten Mätressen Gräfin Esterle, Fürstin von Teschen und Gräfin Cosel. Im Jahr 1706 gebar sie eine Tochter, die ebenfalls Maria Aurora genannt wurde.
Haxthausen berichtet, dass der König seine Geliebte mit seinem Kammerdiener Spiegel verheiratete, um ihre Liaison wirksamer zu verschleiern. Auch Pöllnitz schreibt von einer Heirat auf des Königs Veranlassung, jedoch bezeichnet er Spiegel als „Obrist-Lieutenant“. Beide Autoren behaupten, dass es sich nur um eine Scheinehe gehandelt habe. Den Zeitpunkt der Eheschließung geben beide nicht an, er ist bis heute unbekannt.
Cramer 1836 ohne Quellenangabe: „Bald in andere Liebesverbindungen verflochten, ward Fatime an einen Obristlieutenant von Spiegel verheirathet, wo sie durch anständige Lebensweise ihre früheren Verirrungen zu sühnen sich bestrebte.“
Haxthausen: Als der König seine Hofhaltung wieder nach Dresden verlegte (nach dem vorübergehenden Thronverzicht 1706) ließ er „la Spiegel“ in Warschau zurück und vergaß sie dort.
Vehse 1854 ohne Quellenangabe: Nachdem sie einige Jahre dort zugebracht und von den 100.000 Talern, die ihr der König gab, vieles vertan hatte, freundete sie sich mit der Frau von Przebendowski geb. Flemming an und kam mit dieser schließlich nach Dresden zurück.
Damit versiegen die erzählerischen Quellen über Maria Aurora alias Fatima, in der Folgezeit treten jedoch Belege in verschiedenen Korrespondenzen und amtlichen Dokumenten auf.

### Ehe und bürgerliche Existenz
Maria Auroras Ehemann Johann George Spiegel war nachweislich Kammerdiener bei Friedrich August, schon vor dessen Regierungsantritt als Kurfürst. In gleicher Funktion wurde er 1694 nochmals bestätigt, dann wechselte er ins Finanzressort. Am 1. Oktober 1697 wurde er als „Accispachter“ des Accisamts Leipzig verpflichtet. Anschließend erscheint er als „Accisrath“, später „Generalaccisrath“. Ein Adelstitel ist nicht nachweisbar. Ô Byrn: „Aus Courtoisie gaben einige Briefschreiber beiden Eheleuten einige Male das "von", und ihr das Prädicat "Euer Gnaden", sicher ist aber, daß Spiegel nicht geadelt worden ist.“
Mit der Eheschließung hatte Maria Aurora dennoch endlich das erhalten, was bei der Taufe in Stockholm versäumt worden war: einen vollwertigen Namen, unter dem sie geschäftsfähig war und bald auch in Erscheinung trat. Am 3. Juli 1705 kaufte sie für 20.000 Taler das Gut und Vorwerk Särchen aus der Standesherrschaft Hoyerswerda, deren Inhaberin seinerzeit die Fürstin von Teschen war. In der Kaufurkunde fügte sie ihrer Unterschrift den Zusatz „geborne von Kahrimann“ bei.
Um 1709 wurde Johann George Spiegel als Oberintendant der polnischen Domänen des Königs nach Lemberg (heute Lwiw in der Ukraine) versetzt. Maria Aurora und ihre (d. h. des Königs) Kinder, die Spiegel als seine eigenen behandelte, zogen mit ihm. Neben der offiziellen Stellung diente Spiegel dem König dort als Aufklärer und Informant auf vorgeschobenem Posten in der Grenzregion und verstrickte sich nach und nach in die diffizilen diplomatischen Kontakte zwischen Polen, Russland, dem Khanat der Krim und dem Osmanischen Reich. Dabei fungierte Maria Aurora Spiegel nachweislich mehrmals als Dolmetscherin. Zwischenzeitlich war sie außerdem mit der Fürstin von Teschen in einen Prozess verwickelt.
Johann George Spiegel, der dem diplomatischen Intrigenspiel anscheinend nicht gewachsen war, zog sich ab 1713 zunehmend das Misstrauen und schließlich die Ungnade des Königs zu. Im Mai 1715 ordnete der König an, auf der Festung Sonnenstein einen Haftraum für Spiegel vorzubereiten, aber der starb, noch bevor er dort eingeliefert wurde. In einer Aktennotiz vom 30. Juli 1715 wird sein Tod beiläufig erwähnt.

### Weiteres Leben und Versorgung der Kinder
Nach dem Tod ihres Ehemannes musste sich Maria Aurora Spiegel als alleinerziehende Mutter mit den beiden Königskindern durchschlagen. Einen gewissen Rückhalt suchte und fand sie, wie die erhalten gebliebene Korrespondenz ausweist, bei dem mächtigen Minister Jacob Heinrich von Flemming, der ihr zeitlebens gewogen blieb. Am 19. September 1715 erhielt sie für ihr Besitztum in Särchen den Erbbrief, eine außerordentliche Begünstigung, die nur im Ausnahmefall und aus triftigen Gründen auf Antrag gewährt wurde. Die Immobilie wurde damit aus dem Lehensverband herausgelöst und dem Inhaber für alle Zeiten als frei verfügbares und vererbbares Eigentum übertragen. Am 25. Februar 1717 verkaufte sie das Gut für 15.000 Taler an die Fürstin von Teschen. Im selben Jahr erwarb sie ein Haus in Dresden (Haus Rampische Straße 33). Die Tochter Maria Aurora lebte wahrscheinlich bei ihr, der Sohn Friedrich August befand sich bis 1722 zur Ausbildung in Paris, beide Kinder trugen bis zu dieser Zeit den Familiennamen ihres Stiefvaters Spiegel. Dann holte sie der König nach Warschau in seine Nähe und legte ihnen den Namen Rutowski bzw. Rutowska bei. Am 19. September 1724 wurde ihre Legitimierung und Erhebung in den Grafenstand beurkundet. Wenige Tage später heiratete Maria Aurora Rutowska den Kron-Oberschenk Graf Michael Bielinski, Starost von Stumm. Friedrich August Rutowski wurde als Kommandeur eines Regiments in den Militärdienst des Königreiches Sardinien vermittelt.
Über die Lebensumstände der Mutter in dieser Zeit schreibt Ô Byrn: „Glänzend mögen die Verhältnisse der Spiegel nicht gewesen sein, das geht aus einem Briefwechsel des Grafen Flemming mit der Spiegel aus dem Jahre 1723 hervor.“ Des Weiteren nimmt er an, dass Johann Georg Spiegel 1723 noch am Leben war: „[...] wie aus einem Briefe der Spiegel aus jener Zeit, datirt aus Oloschitz vom 7. April, an den Grafen Flemming hervorgeht, in welchem sie sagt, sie selbst, ihre Tochter und ihr Mann tränken öfters auf das Wohl ihres Protectors. Die Antwort des Grafen, in rosigster Laune abgefaßt, läßt auf ein zwischen ihm und der Spiegel in der früheren Zeit stattgehabtes galantes Verhältniß schließen.“

### Letzte Erwähnungen
Conrad Ludwig Sulze, Geschäftsführer der Gräfin Aurora von Königsmarck in Dresden, erörtert in einem Brief vom 17. Oktober 1724 die Standeserhöhung und Verheiratung der Rutowska und fügt hinzu: „Die Mutter, weil sie katholisch worden, hat der Welt ganz abgesagt, und geht fleißig ins Kloster zu den barmherzigen Brüdern.“
Ô Byrn: „Kurze Zeit darauf ist zum allerletzten Male in einem Briefe des Grafen Flemming im Jahre 1725 von ihr die Rede, in dem es, da es sich um Beschaffung eines Silbergeschirrs für den Grafen Rutowski handelt, heißt: car pour Mad. Spiegel je ne crois pas qu'on la puisse persuader à se defaire de celuy qu'elle a.“